# 乃木蛍
乃木 蛍（のぎ ほたる、1999年6月2日 - ）は、日本のAV女優、元コスプレイヤー。DINO所属。

## 経歴
高身長、GカップのAV女優として2019年2月にデビュー。2019年2月の時点で専門学生だった。
元コスプレイヤーで、肌を出せば出すほど人が集まり承認欲求が満たされたこと、友人にアダルトビデオ製作会社のADがおり興味が出たことでAV女優になることを決心。ただし情報解禁とともに「かわいい」、「イベント行く」などのリアクションが飛び、エスワンが想像以上に人気メーカーだと知り、戸惑いを覚えた。
2019年8月22日に公式サイトをオープンした。
2021年1月16日、専属レーベルをSODstarに移籍することを発表。同年8月をもって卒業、企画単体女優となる。また、8月発表「読者300人が選んだFLASH 2021セクシー女優ランキング」読者投票で80位。
2023年2月に開催した「乃木蛍生誕祭2023」（東京・阿佐ヶ谷ロフトA）を、喪服姿で行ったことが話題となった。
2025年1月19日、それまで女優としての誕生日プロフィールを1月19日としていたが、実際の誕生日は6月2日であることをSNSにて告白。以降の公式プロフィールも切り替えられた。同年には山梨としていた出身地も山口県下関出身であると訂正された。

## 人物
- 自他ともに認めるアイドル、声優オタク[14]。コミュ障も自称しており、趣味が一致する人じゃないと基本しゃべれない性格[4]。コミュニケーションスキルはメイド喫茶に通うことにより[15]、「なにかになりきればなんとかなる」程度に治っている[16]。
- デビュー以前は4人と経験があるが、「オナホ扱い」（前戯のないセックス）だったため、デビューして初めて「人権のあるセックス」ができたとインタビューで述べている[17]。
- 性の目覚めはコンプティーク。愛読書はCOMIC LO、快楽天。AV女優転身はオタク仲間には事前に告白し、応援してくれている[18]。
- 代表的な推しはまねきケチャ、クマリデパート、田村ゆかり、WUG。
- コスプレは中学1年で始めたが、当時はメイク技術がなく、高身長だったため、3年間は男装キャラだった[19]。高校に入り共通の趣味を持つ友人ができ、女性キャラを開始。SNSフォロワーが急増し、周囲の反応も変わったことから世界が広がったという[1]。
- 性感帯は鼠径部[1]。
- S1時代の2年間は、NGにしていたわけではないのにプレイ内容の幅が狭く、本人的にやや消化不良で活躍している女優と比べて、取り残されていくような焦りがあったという[20]。

## 出演作品

### アダルトDVD
| 発売日   | タイトル | 規格品番   | 規格品番  | メーカー                       | 備考       |
| 発売日   | タイトル | DVD        | BD        | メーカー                       | 備考       |
| 2019年   | 2019年 | 2019年     | 2019年    | 2019年                         | 2019年     |
| -------- | --- | ---------- | --------- | ------------------------------ | ---------- |
| 2月7日   | 新人NO.1STYLE 乃木蛍AVデビュー | SSNI-408   |           | S1 NO.1 STYLE                  |            |
| 3月7日   | 敏感巨乳少女の激イキ!初体験6スペシャル | SSNI-430   |           | S1 NO.1 STYLE                  |            |
| 4月7日   | 交わる体液、濃密セックス 完全ノーカットスペシャル | SSNI-450   |           | S1 NO.1 STYLE                  |            |
| 5月7日   | 巨乳女子生徒 強制イカセ追い打ちレ〇プ | SSNI-471   |           | S1 NO.1 STYLE                  |            |
| 6月7日   | 激イキ124回! 痙攣3800回! 失禁7000CC! 本物有名レイヤー極限アクメ 長身美ボディ大痙攣おしっこ解禁スペシャル | SSNI-490   |           | S1 NO.1 STYLE                  |            |
| 7月7日   | 隣に引っ越して来た無抵抗な巨乳美少女と引きこもりヲタ(僕) の欲求。 | SSNI-512   |           | S1 NO.1 STYLE                  |            |
| 8月7日   | ノーブラ着衣おっぱいで全力アピールしてくる彼女の巨乳妹と、誘惑に負けちゃう最低な僕。 | SSNI-536   |           | S1 NO.1 STYLE                  |            |
| 9月7日   | 絶対領域 長身フレッシュな生脚をチラ見せ常に誘惑 小悪魔ニーハイ美少女 | SSNI-560   |           | S1 NO.1 STYLE                  |            |
| 10月7日  | 俺のアパートに家出少女を泊まらせ、≪レ×プから完全調教≫まで堕としてヤッたバイオレンス映像。 | SSNI-583   |           | S1 NO.1 STYLE                  |            |
| 11月7日  | 汚され犯される純心セーラー服捜査官 処女紛失の突貫レ×プ姦! | SSNI-610   |           | S1 NO.1 STYLE                  |            |
| 12月7日  | 【※異常なる大絶頂】エロス最大覚醒! 性欲が尽き果てるまで怒涛のノンストップ本気性交 | SSNI-635   |           | S1 NO.1 STYLE                  |            |
| 2020年   | |            |           |                                |            |
| 1月7日   | エロライブチャットに出演した彼女がたったの10日間で寝取られた記録。 | SSNI-665   |           | S1 NO.1 STYLE                  |            |
| 2月7日   | 完全緊縛されて無理やり犯された巨乳制服少女 | SSNI-694   |           | S1 NO.1 STYLE                  |            |
| 2月19日  | 乃木蛍 初ベスト S1デビュー1周年最新10タイトル8時間スペシャル | OFJE-234   | 9OFJE-234 | S1 NO.1 STYLE                  | 単体ベスト |
| 3月8日   | ゲリラ豪雨で帰宅不能になった介護ヘルパーが朝まで絶倫高齢者とセックスした全記録 | SSNI-722   |           | S1 NO.1 STYLE                  |            |
| 4月7日   | 年に一度だけ会う巨乳従姉妹2人とただひたすらセックスに明け暮れた里帰り中の3日間 羽咲みはる 乃木蛍 | SSNI-745   | 9SSNI-745 | S1 NO.1 STYLE                  |            |
| 5月7日   | スク水マニアに狙われて…粘着ストーカーの狂気的な盗撮に全てを晒され輪姦された制服少女 | SSNI-774   |           | S1 NO.1 STYLE                  |            |
| 6月7日   | 相部屋NTR 朝から晩まで、絶倫上司との不倫セックスで巨乳社員が膣堕ちした出張先の夜 | SSNI-797   |           | S1 NO.1 STYLE                  |            |
| 7月7日   | 人生初のポルチオ開発から1か月 禁欲の限界! 欲求不満が大爆発! 110回イキまくり全身ガクガク痙攣絶頂するノーカットアクメ性交 | SSNI-820   |           | S1 NO.1 STYLE                  |            |
| 8月7日   | 小さな頃から見守っていた幼女が巨乳娘に成長して隣の中年オヤジが1週間ひたすら犯した記録。 | SSNI-841   |           | S1 NO.1 STYLE                  |            |
| 9月7日   | 地味で目立たないOLが品のない肉食娘だったからひたすら犯し従順メス堕ち | SSNI-860   |           | S1 NO.1 STYLE                  |            |
| 10月7日  | 緊縛NTR 少女は彼氏を、義父は妻を忘れて縄の魔力に溺れた父娘 | SSNI-883   |           | S1 NO.1 STYLE                  |            |
| 11月19日 | 粘着痴漢サークルに何度も犯され続けた痴漢囮捜査官ほたる | SSNI-908   |           | S1 NO.1 STYLE                  |            |
| 2021年   | |            |           |                                |            |
| 2月7日   | 乃木蛍エスワン卒業SP 全22タイトル完全コンプリートメモリアルBOX12時間 | OFJE-295   | 9OFJE-295 | S1 NO.1 STYLE                  | 単体ベスト |
| 3月25日  | 119発ぶっかけ解禁 素人男性超特濃本物ザーメン SODstar電撃移籍 乃木蛍 | STARS-354  |           | SODクリエイト                  |            |
| 4月22日  | 絶対種付けおじさんにデカチンをグリグリ子宮に押し当てられイカされる 人生初 中出し解禁 合計10発!ザーメンたっぷり種付けプレス性交 乃木蛍 | STARS-362  |           | SODクリエイト                  |            |
| 5月20日  | 売れっ子グラビアアイドルが事務所社長の俺を毛嫌いするなんて許さない、洗脳エステで女性弁護士共々俺の思い通りにしてやる! 乃木蛍 | STARS-383  |           | SODクリエイト                  |            |
| 9月7日   | コンドームが破れてまさかの生ハメ!超加速するピストンで何度も中出し! 乃木蛍 | WAAA-097   |           | ワンズファクトリー             | [ 24 ]     |
| 9月21日  | '彼女のお姉さんは巨乳と中出しOKで僕を誘惑 乃木蛍 | PPPD-961   |           | OPPAI                          | [ 24 ]     |
| 9月21日  | 旦那が喫煙している5分の間義父に時短中出しされて毎日10発孕ませられています…。 乃木蛍 | MEYD-703   |           | 溜池ゴロー                     | [ 24 ]     |
| 10月5日  | ある日、新しく家族に仲間入りした巨乳で性欲モンスターの義理妹に僕・弟・父・おじいちゃん全員犯される。 乃木蛍 | MIAA-510   |           | MOODYZ                         |            |
| 10月12日 | チ○ポのしゃぶり方を教えたらフェラチオにドハマりしていつのまにか都合の良いフェラビッチになっちゃった話 乃木蛍 | RKI-619    |           | ROOKIE                         | [ 25 ]     |
| 10月12日 | 私たちはスワッピングで燃えてしまう変態レズカップルです。 他の女性で感じる彼女の姿が、可愛くて… 乃木蛍 南梨央奈 妃月るい 八乃つばさ | BBAN-344   |           | ビビアン                       |            |
| 10月19日 | 下衆たちが集う集合住宅に引っ越した新妻の避妊具無しキメセク大乱交NTR 乃木蛍 | MEYD-713   |           | 溜池ゴロー                     |            |
| 10月26日 | 人気AV女優・乃木蛍がハメたくなったらコスプレで街に繰り出して素人逆ナンパ・SNSでヤリ友探してオフパコ中出ししまくり!! | HMN-066    |           | 本中                           |            |
| 11月9日  | 夫では満足できなくて… パート先の巨根店長に堕ちた人妻 乃木蛍 | JUL-768    |           | マドンナ                       |            |
| 11月16日 | 巨乳女子マネージャーが信じていた部員たちにパス姦しレ×プされた1泊2日追姦合宿 乃木蛍 | PPPD-979   |           | OPPAI                          |            |
| 11月16日 | 勃起薬チ○ポVS媚薬マ○コ! ちんビン! まんトロ! W暴走中出しFUCK! 彼女に飲ませるはずの媚薬を彼女のお姉ちゃんが飲んじゃった（汗） 乃木蛍 | MVSD-485   |           | エムズビデオグループ           |            |
| 12月7日  | とある大家族のオカズ事情 ママ代わりお姉ちゃん奮闘記 原作・チンジャオ娘。2021年FANZA同人CG部門ランキング1位! 優しくてエロい姉はお年頃な弟たちの性処理係! 乃木蛍 | MIMK-099   |           | MOODYZ                         |            |
| 12月7日  | 乃木蛍の凄テクを我慢できれば生★中出しSEX! | WAAA-119   |           | ワンズファクトリー             |            |
| 12月21日 | 1人の少女が体験した、地獄の三日間。 監禁され、知らない人に緊縛調教された制服美少女 乃木蛍 | MUDR-174   |           | 無垢                           |            |
| 2022年   | |            |           |                                |            |
| 1月25日  | 黒人ホームステイNTR 初めて目にした異国の巨根。 乃木蛍 | DASD-962   |           | ダスッ!                        |            |
| 2月1日   | 優等生調教 卑猥な冬休み校内妊娠合宿 乃木蛍 | GVH-354    |           | グローリークエスト             |            |
| 2月1日   | 甘え上手な人妻がラブラブご奉仕 恋人気分で中出しソープ 乃木蛍 | VAGU-243   |           | VENUS                          |            |
| 2月4日   | 親友の妹が僕にだけエロい 乃木蛍 | HODV-21646 |           | h.m.p                          |            |
| 3月5日   | はだかの家政婦 全裸家政婦紹介所 乃木蛍 | HDKA-253   |           | プラネットプラス/裸婦趣向      |            |
| 3月25日  | 週に3回ハメてます G ほたる | T28-615    |           | TMA                            |            |
| 4月19日  | 乳首舐めベロちゅう手コキ III | OVG-196    |           | グローリークエスト             |            |
| 5月5日   | 完全主観で楽しむ乃木蛍との新婚生活 | EMOT-020   |           | プラネットプラス/ エモーション |            |
| 6月9日   | 新卒美少女を裸にして尻穴と膣穴の奥まで視姦する［セクハラ圧迫面接］ 危険日に中出しされたのに不採用にされ号泣! 2022 春 | SVDVD-924  |           | サディスティックヴィレッジ     |            |
| 6月14日  | 【奇跡】デリヘル呼んだら地元の巨乳な友達で非常においしい思いをした件!! 7 | MDBK-244   |           | BAZOOKA                        |            |
| 7月19日  | 完全着衣 ハイレグコスプレFUCK 水原みその 乃木蛍 | MIBB-010   |           | ミル                           |            |
| 7月22日  | 彼有り女子のお家に凸//「大好きな彼としている自宅SEXルーティンを悩める童貞君に素股まででいいので体験させてもらえませんか?」 女性経験ゼロ男子相手に普段のエッチを教えているうちにムラムラ…// マン汁ヌルヌルになりすぎちゃって「したくなっちゃった… かも…」ヌルリンっ生挿入 祝 筆おろし中出しSPECIAL | SKMJ-308   |           | 赤面女子                       |            |
| 7月29日  | スチュワーデスin...（脅迫スイートルーム） 乃木蛍 | ISRD-015   |           | ドリームチケット               |            |
| 8月9日   | 蔵の中で緊縛調教される女子校生 義父となった叔父の歪んだ愛情と欲望の縄。死んだ母の面影を娘に求める異常性交 乃木蛍 | GAJK-002   |           | グローバルメディアアネックス   |            |
| 8月27日  | 噂の女子校生地下アイドル おっさんのファンと小遣い稼ぎの個人営業 ほたるちゃん 乃木蛍 | JUKF-088   |           | JUMP                           |            |
| 9月6日   | Gカップじゃなくて私を見てエッチして。黒髪美少女 乃木蛍 | SQTE-429   |           | S-Cute                         |            |
| 9月15日  | 性病科の巨乳美人女医さん! 童貞くんのフルギンチ○ポを診察してもらえませんか? Hの触診だからと擦りつけ「あっ! ヌルンッ!と入っちゃった!」感度治療アクメでそのまま注入中出し! | WA-490     |           | LOTUS                          |            |
| 10月22日 | 「オチンチン大きくなっちゃったから一緒にオナニーしよっか!?」 広告を見て小遣い欲しさでやって来た女の子に行っていた暴走行為 4 8名収録 | JUKF-091   |           | JUMP                           |            |
| 11月23日 | 素人 × ハメ撮り シロハメ 4610LIVEイキ過ぎ個人撮影 神イキ女子 vs 鬼マシンバイブ | SVNNP-003  |           | サディスティックヴィレッジ     |            |
| 2023年   | |            |           |                                |            |
| 2月10日  | たった7時間2人っきりにしてみたら… 結果、10発セックスしてました。 乃木蛍 | PED-028    |           | ドリームチケット               |            |
| 2月24日  | 非変身ヒロイン モータルピンク 乃木蛍 | SPSA-13    |           | GIGA                           |            |
| 11月9日  | 危険日直撃！！子作りできるソープ49 乃木蛍 | 1mist00414 |           | Mr.michiru                     |            |
| 2024年   | |            |           |                                |            |
| 7月9日   | 新・償い13 ～私のアソコが悲しみのはけ口になるならば・・～ 乃木蛍 | nsfs00296  |           | ながえスタイル                 |            |

### アダルトVR
| 発売日  | タイトル | 品番       | メーカー      | 備考   |        |
| 2019年  | 2019年 | 2019年     | 2019年        | 2019年 | 2019年 |
| ------- | --- | ---------- | ------------- | ------ | ------ |
| 8月2日  | 辱め淫語をささやかせ絶対服従させる【俺様専属】巨乳メイド | SIVR-048   | S1 NO.1 STYLE |        |        |
| 11月1日 | 地下アイドル‘のぎほちゃん’個人撮影会VR きわどい衣装で羞恥心をくすぐりパンチラ接写 & おっぱいポロリさせまくったら… 完全個室で僕にだけ絶対秘密の過激ファンサービス!!                         | SIVR-055   | S1 NO.1 STYLE |        |        |
| 2020年  | |            |               |        |        |
| 7月17日 | 地下アイドルのライブ帰りに推し被りで意気投合 盛り上がって終電逃し乃木蛍ちゃんとアドレナリン全開で求め合った一夜                                                                            | SIVR-087   | S1 NO.1 STYLE |        |        |
| 8月28日 | 生誕祭で盛り上がるメイドカフェの片隅でこっそり大胆にスローピストンで燃え上がり優越感とスリルに酔いしれながらサイレント絶頂SEX                                                              | SIVR-091   | S1 NO.1 STYLE |        |        |
| 2021年  | |            |               |        |        |
| 1月22日 | 天井特化 アナタは寝ているだけ!おっぱい押し当て施術 & 鼠蹊部オイルマッサージで ギンギンにさせてこっそりヤラせてくれる超密着むっちり巨乳エステティシャンVR 乃木蛍                            | SIVR-110   | S1 NO.1 STYLE |        |        |
| 4月22日 | 首輪で顔が至近距離の密着感!性欲の強いメンヘラ彼女がグラインド対面座位で「大好きっ!大好きっ!」とヨガりながら絶頂。精子が枯れるまでおねだり首つなぎ性交 乃木蛍                               | DSVR-917   | SODクリエイト |        |        |
| 2022年  | |            |               |        |        |
| 2月24日 | 3年A組ほたる（Gカップ）放課後バイト ～どんな男も逃がさない豊満な巨乳J●の怒涛のパイズリで骨抜きにされチ●コはカラカラ!? 締まりの良すぎる現役マ●コで搾り取られ精嚢処理が間に合わない～ 乃木蛍 | TMAVR-150  | TMA           |        |        |
| 2月26日 | Fカップ巨乳 & デカ尻がオイルでテッカテカ 男を痴女りまくる一乳当千中出しヘルス 乃木蛍 | BIBIVR-063 | KMPVR-bibi-   |        |        |
| 3月28日 | 男を全力でダメにする… ご褒美フェチズム もんの凄いムチムチ太ももを充実的に楽しんでいるボク 乃木蛍                                                                                           | SAVR-167   | KMPVR-彩-     |        |        |

### アダルト動画配信
| 配信日   | タイトル | 品番       | メーカー                          | 備考   |
| 2021年   | 2021年 | 2021年     | 2021年                            | 2021年 |
| -------- | --- | ---------- | --------------------------------- | ------ |
| 12月30日 | 蛍 | HIBR-015   | 日払いちゃん                      |        |
| 2022年   | |            |                                   |        |
| 1月25日  | 【脱いだらスゴい、悩殺ボディのむっつり文系JD】高田馬場でみつけた巨乳大学生に聞きました!! 2022年の抱負は、、巧?! 極?!(笑) 勉学に真面目な純朴美少女がエロ覚醒で痙攣トロトロ大絶頂!! 【女子大生のツボ、ぶっこみます!! #04】もえの 22歳 早○○大学4年生 書道部 タワ○○でバイト | MAAN-740   | プレステージプレミアム            |        |
| 2月26日  | ほたる | JKPAI-003  | しろうとパイパイ                  |        |
| 3月4日   | ＃被写体希望 ＃24 ほったちゃん 20歳 【インフルエンサー巨乳JD登場!!】【コス着でも主張する爆裂巨乳】【オイルでヌルテカ化で全身淫猥きゃぱい!!】お乳もりもり現役JDコスレイヤー!! コスでも映えるボイン巨乳!! ヌルテカ撮影でエロス爆発!! テカる美乳に思わずガチ勃起で生唾ゴックン♪ ばえばえムチ美巨乳スタイルは流石っす!! 本能解放のぷるんぷるん激震2NN!! | NTK-678    | プレステージプレミアム            |        |
| 3月25日  | ひかる | STCV-078   | 素人CLOVER                        |        |
| 4月28日  | 【配信専用】ヌキ無し店なのに… 超過剰サービスで疲労も精子もぶっ飛ぶ!!リピート確定! 搾精メンズエステ ＃7 | FCP-085    | ふぇちぽいんと                    |        |
| 5月30日  | Hさん | ORE-840    | 俺の素人                          |        |
| 7月15日  | ほたる | ORECO-114  | 俺の素人-Z-                       |        |
| 8月15日  | ほたる | HMDNC-505  | ハメドリネットワークSecondEdition |        |
| 8月15日  | 【悩殺ダイナマイトボディ】旦那の命令で寝取られに来たむっちり巨乳デカ尻若妻ちゃん25歳。デカチンでアヘリまくり意識朦朧イキ狂う変態中出しハメ撮り【ヌルテカオイルまみれ】 | HMDNV-505  | ハメドリネットワークSecondEdition |        |
| 8月19日  | ほたる | SCUTE-1260 | S-Cute                            |        |
| 8月28日  | ほたる 2 | SCUTE-1261 | S-Cute                            |        |
| 9月14日  | 都内病院勤務 乃木先生29歳 人妻Gカップ | EWDX-439   | E★人妻DX                          |        |
| 9月27日  | もも | HAME-0003  | シロハメ                          |        |
| 12月7日  | 【W巨乳OL上司宅でパコパコNN懇親会】【全身性的F乳美女!! & まんまるF乳アイドル級美少女をWで生チン懇親会】【宅飲み乱交ナカ出しSP】【無礼講でゴム無し大乱交in上司宅!!】【ハメ外してゴムも外してナマちん挿入ではしゃぐ巨乳エチョナOLが二人】【同僚と利き乳揉み&利きマンクンニで昇天!!】【そして濃厚ご奉仕で昇給 & 昇天必至の生チン個人面談SEXも連絡2収録!!】【せな 23歳 / まだまだ成長中Fカップの新卒OL美エチョナ!!】【のぎ 23歳 / まんまるFカップのアイドル級ルックス美少女OL】えちムチ巨乳ビッチOL2人を一挙配信SP!! | NTK-795    | プレステージプレミアム            |        |
| 2023年   | |            |                                   |        |
| 1月7日   | 【黒髪サブカル系】渋谷で巨乳パパ活JDをナンパで捕獲。ホテルにお持ちかえり飲ませて感度マシマシWち○ぽ昇天地獄 中出しぶっかけ制裁セックス!【P活撲滅運動】 | BEAF-049   | あいすまん                        |        |
| 3月1日   | 乃木先生 | ewdx439    | E★人妻DX                          |        |
| 8月18日  | H157ちゃん | shinki157  | 蜃気楼                            |        |
| 9月20日  | あずき | hmdnc653   | ハメドリネットワークSecondEdition |        |
| 9月28日  | ほたる | erofc206   | 恋愛カノジョ                      |        |
| 10月26日 | HOTARU | oreco499   | 俺の素人-Z-                       |        |
| 2024年   | |            |                                   |        |
| 3月8日   | 舐めプコスプレイヤー 同志016 | bskc043    | アシグモ                          |        |
| 2025年   | |            |                                   |        |
| 4月3日   | もえの | jdg092     | ぎがdeれいん                      |        |

### イメージDVD
| 発売日  | タイトル                                                   | 規格品番  | 規格品番   | メーカー         | 備考   |
| 発売日  | タイトル                                                   | DVD       | BD         | メーカー         | 備考   |
| 2019年  | 2019年                                                     | 2019年    | 2019年     | 2019年           | 2019年 |
| ------- | ---------------------------------------------------------- | --------- | ---------- | ---------------- | ------ |
| 4月25日 | ALL NUDE 乃木蛍                                            | OAE-184   |            | Aircontrol       |        |
| 7月19日 | Dear… 乃木蛍                                               | SPRL-010  | SPRBD-010  | Superlative      |        |
| 2020年  |                                                            |           |            |                  |        |
| 1月24日 | CUTE 乃木蛍                                                | MBDD-2036 | MBDD-2036B | メディアブランド |        |
| 8月26日 | ヘアーヌード～無修正・Gカップ美乳・ベビーフェイス～ 乃木蛍 | BTHA-059  | BTHA-059B  | スパークビジョン |        |
| 2022年  |                                                            |           |            |                  |        |
| 6月29日 | 官能的な大人の時間 乃木蛍                                  | SENS-006  |            | Sensual          |        |

## 出演

### テレビ
- ドォーモ（2019年5月2日、九州朝日放送）
- 阿部乃ちゃんねる（2019年7月2日 ‐ 10月1日、2020年3月1日、9月12日、11月5日、エンタ!959）
- スキモノラボ（2020年11月10日、パラダイステレビ）[26]

### イベント
- 【緊急開催】乃木蛍がヲタっぽい話しかしないイベント＊お仕事の話もそこそこします（2019年4月6、阿佐ヶ谷ロフトA）[27]
- ギュウ農フェス春のSP2019 怪物音響オクタゴン is BACK!（2019年5月6日、東京・新木場STUDIO COAST）マスコットガール[28]
- 第二回 あみトーーク! ～乃木蛍さんいらっしゃい!～（2019年5月28日、東京・新宿レフカダ）[29]
- あみほーー! vol.1 ～かさいあみ、乃木蛍の二人会～（2019年6月19日、東京・新宿レフカダ）[30]
- 乃木蛍がヲタっぽい話しかしないイベント＊お仕事の話もそこそこします 2（2019年7月4日、LOFT9 Shibuya）[31]
- 乃木蛍が好きな音楽かけて話すイベント（2019年8月18日、ROCK CAFE LOFT）[32]
- Dec.コスプレチャリティーPARTY vol.1（2019年12月8日、東京・日比谷Dianaラウンジブース）[33]
- 乃木蛍生誕祭 2020（2020年1月21日、東京・阿佐ヶ谷ロフトA）[34]
- 緊急開催決定! かさいあみのヤリすきナイト vol.3（2020年11月15日、東京・レフカダ新宿）[35]
- 乃木蛍の中央線フレンドパーク vol.1（2021年4月11日、東京・阿佐ヶ谷ロフトA）[36]
- 乃木蛍の中央線フレンドパーク vol.2（2021年5月29日、東京・阿佐ヶ谷ロフトA）[37]
- 乃木蛍がお友だちとただただ飲み倒す ～第1夜～（2022年2月26日、東京・阿佐ヶ谷ロフトA）[38]
- ズム～ぺちが気になる人と好き勝手トークするイベント -stage5-（2022年4月2日、東京・レフカダ新宿）[39]
- 乃木蛍生誕祭 2023（2023年2月3日、東京・阿佐ヶ谷ロフトA）[40]

### オリジナルビデオ
- 野良猫とパパ活（2020年、スターボード）‐ 愛純 役[41]

### PV
- 「ヒミツノイローゼ。」ぶらっくしーぷしんどろーむ。（2019年7月17日）

### ゲーム
- 新宿スカウトバトル（2019年、DMM GAMES）‐ 乃木蛍 役（追加イベント・キャラクター）

## 書籍・出版

### 写真集
- ホタルノネガイゴト（2019年7月29日、ジーウォーク、撮影：天野功）ISBN 978-4862979049
- あまい水（2020年5月29日、彩文館出版、撮影：ALEX WON）ISBN 978-4775606254

### ポーズ集
- 巨乳専門ポーズ集 着衣巨乳を脱がせてみたら（2020年3月31日、一迅社、撮影：須崎祐次）ISBN 978-4758016865[42]

### デジタル写真集
- FLOWER 乃木蛍 vol.01（2019年12月20日、ジーウォーク、撮影：天野功）
- FLOWER 乃木蛍 vol.02（2020年3月20日、ジーウォーク、撮影：天野功）
- ヘアーヌード 〜無●正・Gカップ美乳・ベビーフェイス〜 乃木蛍（2020年9月18日、スパークビジョン、撮影：ケイ）
- LOVEPOP デラックス 乃木蛍 001（2021年2月19日、PAD）
- LOVEPOP デラックス 乃木蛍 002（2021年3月19日、
- LOVEPOP デラックス 乃木蛍 003（2021年3月31日、PAD）
- FLOWER 乃木蛍 vol.03（2021年5月1日、ジーウォーク、撮影：天野功）
- デジグラ・デラックス 乃木蛍 001（2022年8月26日、PAD）
- デジグラ・デラックス 乃木蛍 002（2022年10月14日、PAD）
- デジグラ・デラックス 乃木蛍 003（2022年10月26日、PAD）

### コラム
- 乃木蛍、幸せにヤリたいっ!（2021年5月9日‐、東京スポーツ）※隔週土曜日

## インタビュー
- 人気サブカル系AV女優・乃木蛍がYUIRAのオナホール『マジ肌　メスダチ　デカ尻ホール ヤリ部屋で濃厚巣ごもり交尾』のパンツを脱がして、イジって……。「6.2キロ！？それに、パンツ履いてる！ 初めて見ましたよ、こういうオナホ！」(2021年6月25日、FANZAニュース)[43][44]
- 人気サブカル系AV女優・乃木蛍がYUIRAの吸引型のローター『絆コレクション QUEEN’S ローター』をお試し！「手でこんなになっちゃうなんて、アソコに吸い付かれたらどうなっちゃうんですか……？」(2021年7月9日、FANZAニュース)[45][46]

## 外部サイト
- 乃木蛍  Official Website
- 乃木蛍 (@HotaruNogi) - X（旧Twitter）
- 乃木蛍 (@hotarunogi) - Instagram
- 乃木蛍 S1/エスワン ナンバーワンスタイル OfficialSite
- 事務所プロフィール